# Patrick Ebert
Patrick Ebert (Potsdam, 17 maart 1987) is een Duits voetballer die bij voorkeur als rechtsbuiten speelt. Hij tekende in juli 2015 een contract tot medio 2017 bij Rayo Vallecano, dat hem overnam van Spartak Moskou.

## Clubcarrière
Ebert werd op elfjarige leeftijd opgenomen in de jeugdopleiding van Hertha BSC. Daarvoor voetbalde hij bij TuS Gaarden en TSV Russee. Ebert debuteerde op 16 juli 2006 in het eerste elftal van Hertha, tijdens een wedstrijd in de Intertoto Cup tegen FK Moskou. Hij debuteerde op 13 augustus 2006 in de Bundesliga, tegen VfL Wolfsburg. Een week later scoorde hij zijn eerste doelpunt als prof, tegen Hannover 96. Ebert maakte in zes seizoenen in totaal acht doelpunten in 121 competitiewedstrijden voor de hoofdstedelingen. Nadat Hertha degradeerde naar de 2. Bundesliga werd Eberts contract op 6 juni 2012 ontbonden, evenals dat van Christian Lell en Andreas Ottl. Hij zette 27 juli 2012 vervolgens zijn handtekening onder een tweejarig contract bij Real Valladolid.

## Interlandcarrière
Ebert kwam uit voor diverse Duitse jeugdelftallen. Hij speelde dertien wedstrijden voor Duitsland -21. In 2009 won hij met Duitsland -21 het EK -21 in Zweden.

## Erelijst
| Competitie             |            |            |            |            |
| Competitie             | Aantal     | Jaren      |            |            |
| Hertha BSC             | Hertha BSC | Hertha BSC | Hertha BSC | Hertha BSC |
| ---------------------- | ---------- | ---------- | ---------- | ---------- |
| Kampioen 2. Bundesliga | 1x         | 2010/11    |            |            |
| Duitsland -21          |            |            |            |            |
| Europees kampioen -21  | 1x         | 2009       |            |            |

1 Cárdenas ·
2 Rațiu ·
3 Chavarría ·
4 Díaz ·
5 Aridane ·
6 Ciss ·
7 Isi ·
8 Trejo  ·
9 De Tomás ·
10 James ·
11 Nteka ·
12 Guardiola ·
13 Batalla ·
14 Camello ·
15 Gumbau ·
16 Mumin ·
17 U. López ·
18 Á. García ·
19 de Frutos ·
20 Balliu ·
21 Embarba ·
22 Espino ·
23 Valentín ·
24 Lejeune ·
25 Montiel ·
27 Pelayo ·
29 Méndez ·
Coach: Pérez
· Assistent-coach: Adrián